# Jean II Barraband
Ne doit pas être confondu avec son père, Jean Barraband.
Pour les articles homonymes, voir Barraband.
Jean II Barraband (« II » pour distinguer de son père, né en 1677 à Aubusson dans la Creuse et mort le 7 août 1725 à Berlin) est un réfugié huguenot, tapissier et entrepreneur à Berlin.

## Biographie

### Origines familiales et jeunesse
Jean II Barraband est né environ en 1677 à Aubusson. Sa famille, résidente depuis plusieurs générations dans cette ville, a comme activité la fabrication de tapisseries. Déjà son grand-père Ysaac Barraband y exerçait le métier de tapissier avec la famille parente Mercier. 
Après la révocation l’Édit de Nantes, en 1685 par Louis XIV, avec l’Édit de Fontainebleau (1685), Jean II s’enfuit clandestinement, à l’âge de 8 ans, avec son père Jean et beaucoup d’autres tapissiers d’Aubusson. Ils répondent à une invitation du prince-électeur de Brandebourg, adressée à tous les Huguenots, et arrivent en 1686 à Berlin. La nombreuse famille Barraband comprenait plusieurs générations et était en étroite relation avec la communauté des réfugiés en Brandebourg et en Prusse ; parmi eux aussi Moyse Garrigue, l’orfèvre de Magdebourg. Jean II grandit à Berlin, et suivant la tradition familiale, il apprend le métier de tapissier, comme son père et son grand-père. Il se marie avec Judith Modéra de Metz. Quant à leur descendance il n’y a aucune information. Jean II Barraband meurt à Berlin, à l’âge de 48 ans, le 7 août 1725. 

### Activités
Après la mort de son père, Jean Barraband, en 1709, son fils Jean II hérite de son atelier. En même temps Il devient compagnon de Pierre Ier Mercier dans la manufacture du Château de Monbijou à Berlin. Sur la scène politique en 1713 Frédéric-Guillaume Ier, surnommé « le Roi-Sergent », prend le pouvoir après Frédéric Ier. Sa rigueur budgétaire le mène à éviter toute dépense pour entretenir le luxe de la cour royale, superflu à son avis. En conséquence Pierre Ier Mercier en 1714 déménage de Berlin à Dresde. Jean II Barraband à ce moment reprend toute la manufacture dans le Château de Monbijou.

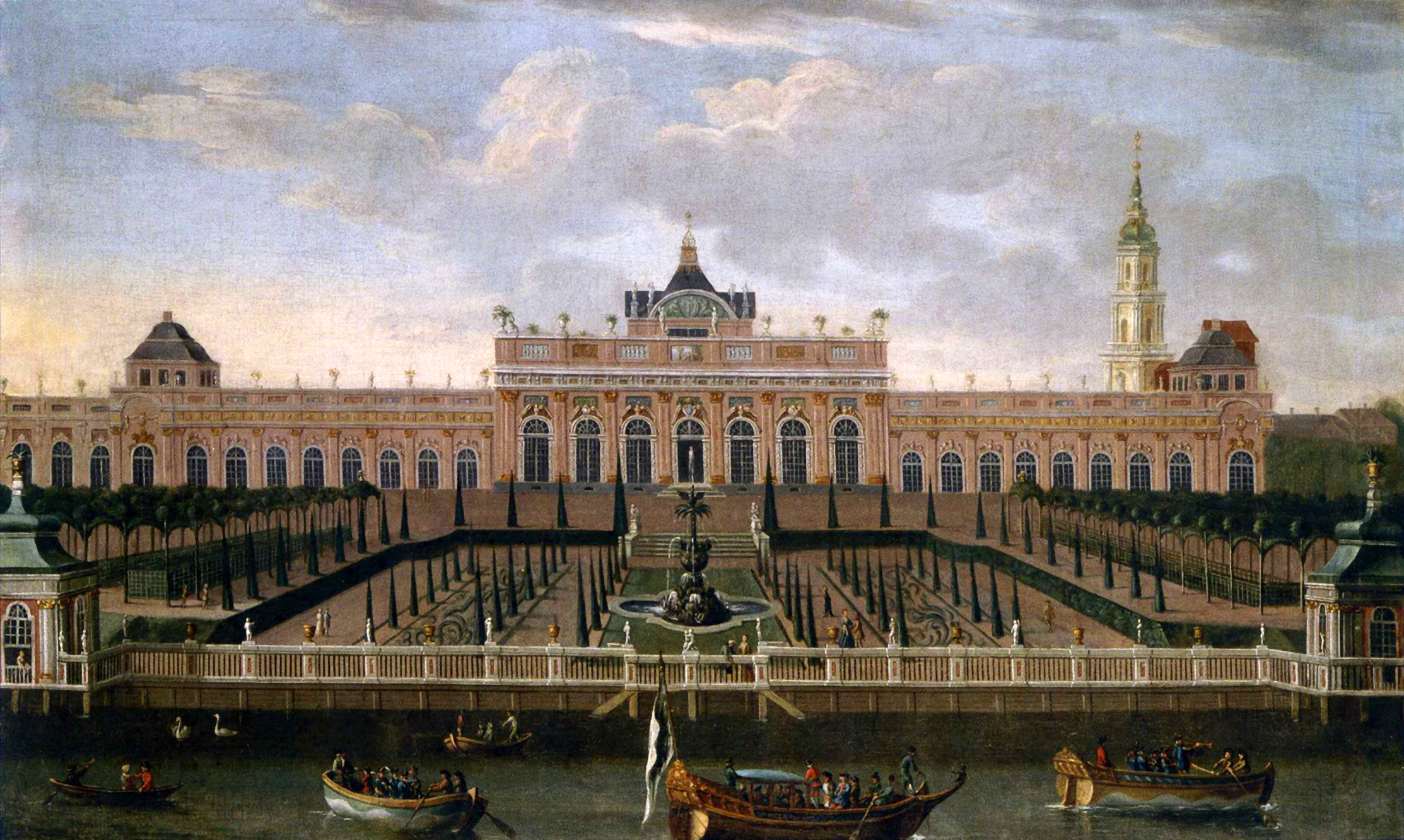
Le château de Monbijou.

C’est le temps où, dans la manufacture, la série des motifs chinois et des thèmes de l’Extrême-Orient prennent place. Un exemple est « L’audience chez l’empereur de Chine ». Souvent les motifs correspondent même aux motifs originaux de Beauvais. Cela prouve qu’à l’époque, les réfugiés huguenots à Berlin ont des relations actives avec le pays de leurs origines. Jean II Barraband étend la manufacture en 1718, quand on lui met à disposition le rez-de-chaussée du château, où autrefois se trouvait l’ancienne écurie.
En 1720, le marchand Charles Vigne devient partenaire de la manufacture, créant une nouvelle base. Maintenant les motifs des tapis sont souvent adossés au tableau d’Antoine Watteau. Plus tard ils achèvent la manufacture, qui compte plusieurs centaines d’ouvriers et livre des tapis non seulement en Allemagne, mais aussi à la Russie, au Suède et au Danemark.